# Bengasi
Bengasi (auch in den Schreibweisen Benghasi oder Benghazi, arabisch بنغازي Banghazi, DMG Banġāzī, türkisch Bingazi) ist eine libysche Hafenstadt im Nordosten des Landes und liegt an der Großen Syrte. Bengasi ist mit 631.555 Einwohnern (Stand: 2011) nach Tripolis die zweitgrößte Stadt Libyens und das politische und wirtschaftliche Zentrum der Kyrenaika. Weite Teile der Stadt wurden zerstört und ein großer Teil der Bewohner befindet sich auf der Flucht oder ist laut Angaben der Vereinten Nationen durch Hunger bedroht.

## Geschichte

### Altertum
Die Stadt wurde im 5. Jahrhundert v. Chr. von Griechen als Kolonie mit dem Namen Euhesperides gegründet. Dieser Name bezieht sich auf die Gärten der Hesperiden. Dem Mythos nach war es eine der Aufgaben des Herakles, aus diesen Gärten die goldenen Äpfel zu holen.
Im 3. Jahrhundert v. Chr. wurde die Stadt unter dem Namen Berenike erneut gegründet. Im 2. Jahrhundert n. Chr. kam es aufgrund sozialer Missstände zu Unruhen.

### Unter arabischer und türkischer Herrschaft
Nach der arabischen Eroberung ab 643 n. Chr. und nach dem Ende des Widerstandes der Berber in der zweiten Hälfte des 7. Jahrhunderts versank Bengasi in Bedeutungslosigkeit.
Die Türken besetzten Bengasi im Jahr 1578. Von 1711 bis 1835 wurde die Stadt von der Familie der Qaramanli von Tripolis aus regiert. Danach kam sie bis 1911 unter osmanische Herrschaft.

### 20. Jahrhundert
Während der italienischen Kolonialzeit (seit 1911) war Bengasi das Verwaltungszentrum der Kyrenaika. 1931 wurde der libysche Freiheitskämpfer Umar Muchtar in Bengasi zum Tode verurteilt und im Konzentrationslager nahe der Stadt Soluk öffentlich gehängt. Trotzdem fand eine gewisse Assimilation an die Italiener statt. So sprachen 1931 in Bengasi unter den Muslimen 35 % der Männer und 2 % der Frauen Italienisch. Unter der jüdischen Minderheit sprachen 67 % der Männer und 41 % der Frauen die Sprache des Kolonisators.
Im Zweiten Weltkrieg wurde die Stadt durch Bombardierungen schwer beschädigt und wechselte ebenso wie die gesamte Kyrenaika fünfmal den Besitzer: Am sechsten Februar 1941 wurde sie durch die 6. australische Division erobert und am 3. April von Erwin Rommel zurückerobert. Am 24. Dezember 1941 eroberten sie die Briten und am 29. Januar 1942 eroberten sie die Deutschen zurück. Nach der Niederlage von El Alamein drängten die Alliierten die Achsenmächte zurück und am 20. November 1942 eroberten die Briten schließlich die Stadt (siehe auch Afrikafeldzug).
In den 1950er Jahren beherbergte die Stadt eine Residenz des libyschen Königs und war damit neben Tripolis offizielle Hauptstadt des Königreichs. Das Königreich Libyen endete mit der Machtergreifung Gaddafis im Jahre 1969 und damit auch Bengazis Status. Die historische Kathedrale von Bengasi wurde dem Verfall preisgegeben.
1986 war die Stadt Ziel von Luftangriffen der amerikanischen Luftwaffe, die die US-Regierung als Vergeltung für die mutmaßliche Unterstützung terroristischer Aktivitäten durch Libyen befohlen hatte (Operation El Dorado Canyon). Im Februar 2006 kam es im Rahmen islamischer Proteste gegen die Mohammed-Karikaturen zu gewalttätigen Ausschreitungen, in deren Verlauf das italienische Generalkonsulat in Brand gesetzt wurde. Bei den Zusammenstößen mit der Polizei kamen mehrere Menschen ums Leben.

Verteilung der libyschen Ölfelder: Der Schwerpunkt im Osten ist sichtbar.

Am 31. August 2008 unterzeichnete der italienische Ministerpräsident Silvio Berlusconi in Bengasi ein Abkommen, mit dem sich Italien verpflichtete, über 20 Jahre hinweg 5 Milliarden Dollar als Wiedergutmachung in die ehemals italienische Kolonie Libyen zu investieren.

### 21. Jahrhundert
Im Februar 2011 wurde die Stadt ein Zentrum des Aufstands in Libyen gegen das Gaddafi-Regime. Zwischen dem 17. und dem 20. Februar wurden heftige Kämpfe in und um Bengasi ausgetragen, in deren Zuge die dort stationierte Garnison unter General Fattah Junis sich dem Aufstand anschloss. Am 19. März wurde die Belagerung der Stadt und der Beschuss mit schwerer Artillerie durch Gaddafi-Truppen im Rahmen des Internationalen Militäreinsatz in Libyen gestoppt und die Stadt von den Aufständischen am 20. März als befreit erklärt.
Am 19. Mai 2012 fanden die Wahlen zum Stadtrat von Bengasi statt. In den ersten Wahlen seit 1964 wurde die 41 Mitglieder des Rates gewählt. Die Wahlsieger aus jedem der Wahlbezirke vertreten zudem seither die Stadt im nationalen Übergangsrat.

#### Anschlag auf die US-Vertretung
Am Abend des 11. September 2012 griffen mehr als 100 schwerbewaffnete Ansar-al-Scharia-Anhänger das US-Generalkonsulat () an; dabei starben der US-Botschafter J. Christopher Stevens, der nach Bengasi gekommen war, um Pläne für ein neues Kulturzentrum und zur Modernisierung eines Krankenhauses zu prüfen, und ein Mitarbeiter des Konsulats. Am nächsten Morgen folgte ein weiterer Angriff auf ein von der CIA genutztes Gebäude () in der Nähe, dabei kamen zwei Sicherheitsbeamte der CIA ums Leben. Die Aufbereitung des Anschlags führte in den USA zu innenpolitisch motivierten Vorwürfen.

#### Zweiter libyscher Bürgerkrieg
Nach dem Sturz Gaddafis nistete sich die islamistische Miliz Ansar al-Scharia in Bengasi ein und machte sich zur maßgeblichen Kraft im Schura-Rat der Revolutionäre von Bengasi, der die Stadt beherrschte. Im zweiten libyschen Bürgerkrieg seit 2014 griffen konkurrierende Milizen unter dem Kommando von Chalifa Haftar in einem Vorstoß, den er als „Operation Würde“ bezeichnete, Bengasi an. Im Juli 2017 gab er bekannt, Bengasi erobert zu haben.
Nach einem Unwetter am 10. September 2023 kommt es zu Überschwemmungen.

## Wirtschaft
Die Hafenstadt ist Ostlibyens wichtigstes Wirtschaftszentrum. Industrie und Handel sind vor allem auf das Verarbeiten von landwirtschaftlichen Produkten aus dem Umland und den Fischfang ausgerichtet sowie auf Textilien und Zement. Bengasi ist ein Zentrum des Erdölgeschäfts im Nordosten Libyens; wichtige Arbeitgeber sind die Brega Oil Marketing Company und die Arabian Gulf Oil Company.

## Verkehr
Die Stadt ist auf dem Landweg (Kairo-Dakar-Highway), auf dem Seeweg über das Mittelmeer (Hafen von Bengasi) und auf dem Luftweg über den Flughafen Bengasi (IATA: BEN, ICAO: HLLB) zu erreichen.
Derzeit ist ein Neubau der Bahnstrecke Sirt–Bengasi als Teil einer panarabischen West-Ost-Achse im Bau. Von 1911 bis 1965 bestanden von Bengasi aus lokale Schmalspurbahnen ins Umland.

## Bildung
Die Universität von Bengasi (Garyounis University) wurde 1955 gegründet. Die libysche International Medical University ist die erste akkreditierte private medizinische Universität und wurde 2007 gegründet.

## Söhne und Töchter der Stadt
- Corrado Viciani (1929–2014), italienischer Fußballspieler und -trainer
- Josef Romano (1940–1972), israelischer Gewichtheber, während der Olympischen Spiele in München ermordet

## Klimatabelle
|                       | Jan  | Feb  | Mär  | Apr  | Mai  | Jun  | Jul  | Aug  | Sep  | Okt  | Nov  | Dez  |   |      |
| Mittl. Tagesmax. (°C) | 16,7 | 18,0 | 20,3 | 24,7 | 28,9 | 31,8 | 31,7 | 32,3 | 30,8 | 27,8 | 23,2 | 18,4 | ⌀ | 25,4 |
| Mittl. Tagesmin. (°C) | 8,3  | 8,4  | 9,5  | 12,8 | 16,0 | 19,2 | 20,2 | 20,8 | 19,4 | 16,5 | 13,3 | 9,9  | ⌀ | 14,6 |
|                       |      |      |      |      |      |      |      |      |      |      |      |      |   |      |
| Niederschlag (mm)     | 66   | 41   | 18   | 5    | 3    | 3    | 0    | 3    | 3    | 18   | 46   | 64   | Σ | 270  |
|                       |      |      |      |      |      |      |      |      |      |      |      |      |   |      |
| Sonnenstunden (h/d)   | 5,8  | 6,8  | 7,5  | 8,4  | 10,3 | 10,9 | 12,3 | 11,8 | 9,6  | 8,1  | 7,1  | 5,4  | ⌀ | 8,7  |
|                       |      |      |      |      |      |      |      |      |      |      |      |      |   |      |
| Regentage (d)         | 12   | 10   | 3    | 1    | 0    | 0    | 0    | 0    | 0    | 3    | 6    | 10   | Σ | 45   |
|                       |      |      |      |      |      |      |      |      |      |      |      |      |   |      |
| Luftfeuchtigkeit (%)  | 76   | 73   | 67   | 58   | 55   | 55   | 65   | 67   | 65   | 64   | 70   | 74   | ⌀ | 65,7 |

| 8,3 |

| 8,4 |

| 9,5 |

| 12,8 |

| 16,0 |

| 19,2 |

| 20,2 |

| 20,8 |

| 19,4 |

| 16,5 |

| 13,3 |

| 9,9 |

| 8,3 |

| 8,4 |

| 9,5 |

| 12,8 |

| 16,0 |

| 19,2 |

| 20,2 |

| 20,8 |

| 19,4 |

| 16,5 |

| 13,3 |

| 9,9 |